# Doutzen Kroes
Doutzen Kroes (Eastermar, Tytsjerksteradiel, 23 de gener de 1985) és una model neerlandesa i un dels famosos àngels de Victoria's Secret. Està casada amb el discjòquei Sunnery James i té dos fills, Phyllon Joy Gorré i Myllena Mae.

## Biografia
Després de graduar-se de la preparatòria, Kroes va enviar fotografies a l'agència de models Paparazzi Model Management d'Amsterdam per trobar una petita feina, però molt ràpidament va començar a treballar de model internacional. Kroes va fer desfilades de moda, entre altres amb Versace, Dolce & Gabbana, Gucci, Ralph Lauren, Michael Kors, Yves Saint Laurent i Viktor & Rolf. Va ser la imatge per la línia de perfums Eternity de Calvin Klein i de la seva White Label. El 2006 va ser contractada per L'Oreal i va esdevenir la model millor pagada dels Països Baixos fins aleshores. A finals de l'any 2007 va ser la nova imatge de la marca de llenceria Victoria's Secret i el 2008 va ser anunciada oficialment com a àngel de Victoria's Secret, en una campanya al costat d'Adriana Lima. També va aparèixer al calendari Pirelli del 2008 amb dues fotos. Des dels seus contractes amb L'Oreal i Victoria's Secret, ja no participa en les desfilades de moda bianuals de París, Londres i Nova York, perquè ja havia arribat al seu objectiu de les files, és a dir agrandir la seva notorietat.
Al novembre de 2009, a causa d'un incompliment en el contracte amb Victoria's Secret, se sotmet a una dieta. El que va passar va ser que va superar l'índex de massa corporal establert per la companyia.
El 2010 es va convertir en la imatge del Fashion Fest per Liverpool a Mèxic i al juliol va anunciar el seu embaràs amb la seva parella, el DJ Sunnery Jones. Aquest va néixer el 21 de gener de 2011 i es va anomenar Phyllon Joy Gorré, mentrestant ella reapareixia al Victoria's Secret Fashion Show al novembre de 2011 com una de les models més importants de la desfilada.